# Matthew Collier
| (11739) Baton Rouge             | 25. September 1998 | [1] |
| - [1] mit Walter R. Cooney, Jr. |                    |     |

Matthew Collier (* im 20. Jahrhundert) ist ein US-amerikanischer Astronom und Asteroidenentdecker.
Er entdeckte im Jahre 1998 zusammen mit Walter R. Cooney, Jr., am Highland Road Park Observatorium (IAU-Code 747) in Baton Rouge im US-Bundesstaat Louisiana insgesamt zwei Asteroiden.